# Jesús Menéndez
Jesús Menéndez Larrondo (Encrucijada, Cuba, 14 de diciembre de 1911-Manzanillo, Cuba, 22 de enero de 1948) fue un dirigente sindical y político cubano. Perteneciente al sector azucarero, se destacó por su gran influencia sobre el movimiento obrero cubano y la conquista del llamado «difererencial azucarero» por lo que fue llamado el General de las Cañas. Murió asesinado por el capitán Joaquín Casillas en un hecho que conmocionó al país.

## Biografía
Nació el 14 de diciembre de 1911 en el municipio Encrucijada en la antigua provincia de Las Villas. Fue miembro del Partido Socialista Popular a partir de 1931. En 1938 comenzó a desempeñar el cargo de Secretario General de la Federación Provincial de Trabajadores de las Villas. También se desempeñó como Secretario General de la Federación Nacional Obrera Azucarera. En 1940 fue Delegado Suplente a la Asamblea Constituyente, y en dos ocasiones fue Representante de la Cámara de la República, hasta su muerte.
En 1941 el PSP sustituyó a Jesús Menéndez como secretario general de la Federación de Trabajadores de Las Villas, ya que pasaría a dirigir la Federación Nacional de Trabajadores Azucareros (FNTA) de Cuba.
Sus luchas estuvieron relacionadas con la defensa sindical de los trabajadores azucareros, el desalojo de campesinos, la explotación de los humildes y el racismo.

## El diferencial azucarero
Jesús Menéndez condujo importantes luchas obreras como la conquista del «diferencial azucarero», considerada como una de la mayor conquista que la clase obrera cubana anterior a 1959. Debido a esas luchas se lo conoce en Cuba como el General de las Cañas.
Luego de la Segunda Guerra Mundial Menéndez se opuso a la decisión del gobierno de Ramón Grau San Martín de establecer y congelar por dos años el precio del azúcar para Estados Unidos en un nivel mucho más bajo que el que establecía el mercado internacional. Asesorado por el economista Jacinto Torres y la movilización de los trabajadores del azúcar, Menéndez exigió y obtuvo que el sindicato participara de las negociaciones que se realizaron en Washington, logrando imponer una «cláusula de garantía» que estableció que el precio de azúcar exportada aumentaría en la misma proporción que el precio de los productos de primera necesidad que Cuba importaba de Estados Unidos. Debido a esta cláusula los trabajadores del azúcar obtuvieron a fin de año un salario extra del 13,42%, que se conoció como «diferencial azucarero».

## Su muerte
Tan pronto Washington tuviera oportunidad suprimiría lo acordado. En 1947 el gobierno de Grau San Martín siguió las presiones norteamericanas y aceptó una reducción drástica del porcentaje establecido para el «diferencial azucarero» de ese año. En esas condiciones se agudizó las acciones de lucha del movimiento sindical hasta que el gobierno ordenó su detención, en un evidente acto de provocación debido a que Jesús Menéndez gozaba de inmunidad en su condición de representante a la Cámara por el Partido Socialista Popular (Cuba). 
El 22 de enero de 1948 el capitán Joaquín Casillas subió en Manzanillo al tren en el que viajaba Menéndez con la intención de detenerlo. Debido a su inmunidad, el dirigente sindical rechazó la orden por ilegal y se negó a seguir al militar, dándole la espalda. Casillas entonces le dispara tres veces dándole muerte. El capitán Casillas fue enjuiciado y encontrado culpable del asesinato en la causa 91 de 1948. El acusador por la familia fue el abogado Carlos Rafael Rodríguez. Sin embargo, pronto quedaría en libertad. El 2 de enero de 1959 fue ejecutado luego de ser capturado en la Batalla de Santa Clara.

## Impacto en la cultura
El poeta Nicolás Guillén, íntimo amigo de Jesús Menéndez, escribió entonces un famoso y extenso poema, Elegía, que comienza con estos versos:
Las cañas iban y venían 
desesperadas, agitando 
las manos. 
Te avisaban la muerte, 
la espalda rota y el disparo. (ver poema completo) (enlace roto disponible en Internet Archive; véase el historial, la primera versión y la última).